# Kanton Charleville-Mézières-1
Der Kanton Charleville-Mézières-1 ist ein französischer Wahlkreis im Département Ardennes in der Region Grand Est. Er umfasst einen Teilbereich der Stadt Charleville-Mézières und sieben weitere Gemeinden im Arrondissement Charleville-Mézières. Durch die landesweite Neuordnung der französischen Kantone wurde er 2015 neu geschaffen.

## Gemeinden
Der Kanton besteht aus acht Gemeinden und Gemeindeteilen mit insgesamt 15.071 Einwohnern (Stand: 1. Januar 2022) auf einer Gesamtfläche von 51,83 km²:
| Gemeinde                      | Einwohner 1. Januar 2022 | Fläche km² | Dichte Einw./km² | Code INSEE | Postleitzahl |
| ----------------------------- | ------------------------ | ---------- | ---------------- | ---------- | ------------ |
| Belval                        | 226                      | 4,94       | 46               | 08058      | 08090        |
| Charleville-Mézières          | 10.039                   | 4,84       | 2.074            | 08105      | 08000        |
| Cliron                        | 412                      | 6,18       | 67               | 08125      | 08090        |
| Fagnon                        | 341                      | 9,98       | 34               | 08162      | 08090        |
| Haudrecy                      | 328                      | 3,36       | 98               | 08216      | 08090        |
| Prix-lès-Mézières             | 1.387                    | 5,08       | 273              | 08346      | 08000        |
| Tournes                       | 1.058                    | 8,26       | 128              | 08457      | 08090        |
| Warcq                         | 1.280                    | 9,19       | 139              | 08497      | 08000        |
| Kanton Charleville-Mézières-1 | 15.071                   | 51,83      | 291              | 0804       | –            |

1. ↑   Nur der westliche Teil der Gemeinde, der Rest verteilt sich auf die Kantone Charleville-Mézières-2, Charleville-Mézières-3 und Charleville-Mézières-4.

## Politik
| Vertreter im Departementrat | Vertreter im Departementrat    | Vertreter im Departementrat |
| Amtszeit                    | Namen                          | Partei                      |
| --------------------------- | ------------------------------ | --------------------------- |
| 2015–2021                   | Michel Normand Nathalie Robcis | DVD UDI                     |
| 2021–                       | Michel Normand Nathalie Robcis | DVD UDI                     |